# Řád svatého Huberta (český)
Řád svatého Huberta je název loveckého bratrstva, které založil 3. listopadu 1695 v Lysé nad Labem hrabě František Antonín Špork, a stal se také jeho prvním velmistrem. Řád je pojmenován podle svatého Huberta, považovaného za patrona lovců.
Členy řádu se za života hraběte Šporka stávali šlechtici, kteří v parforsním honu našli svou zálibu. Když Šporkův lovecký řád přijal roku 1723 i císař Karel VI., popularita bratrstva značně vzrostla a vstupovaly do něj významné osobnosti z řad nejvyšší šlechty i členové královských rodů. Po smrti hraběte Šporka roku 1738 však původní lovecké bratrstvo brzy zaniklo.
V Česku působí dva zapsané spolky s podobným názvem a obsahem své činnosti, a to Řád svatého Huberta a Rytířský Řád Svatého Huberta. Náplní těchto organizací je sdružování myslivců, podpora mysliveckých tradic, výchova mládeže v myslivosti atp.

## Galerie

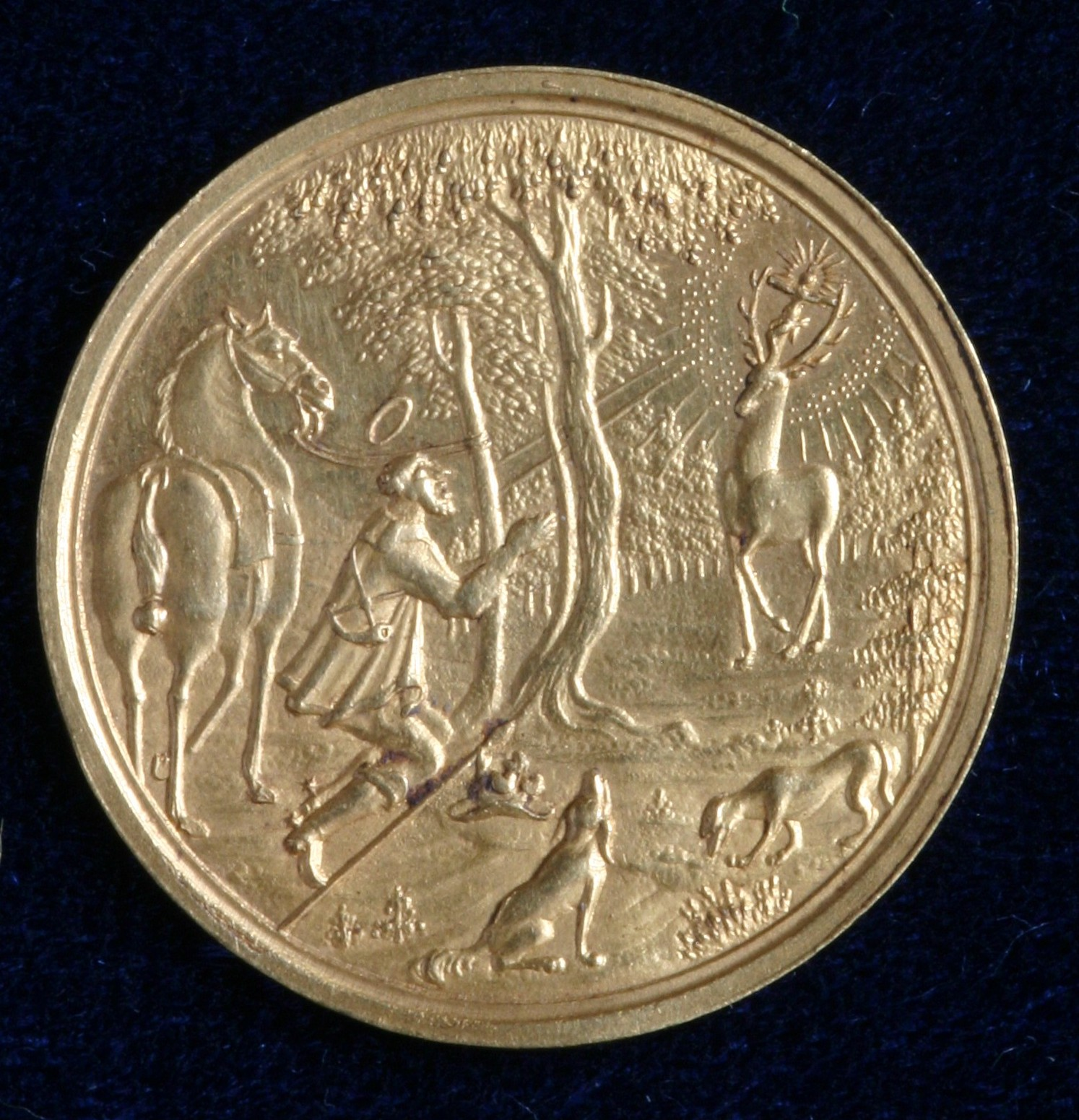
Medaile hraběte Šporka s řádem sv. Huberta
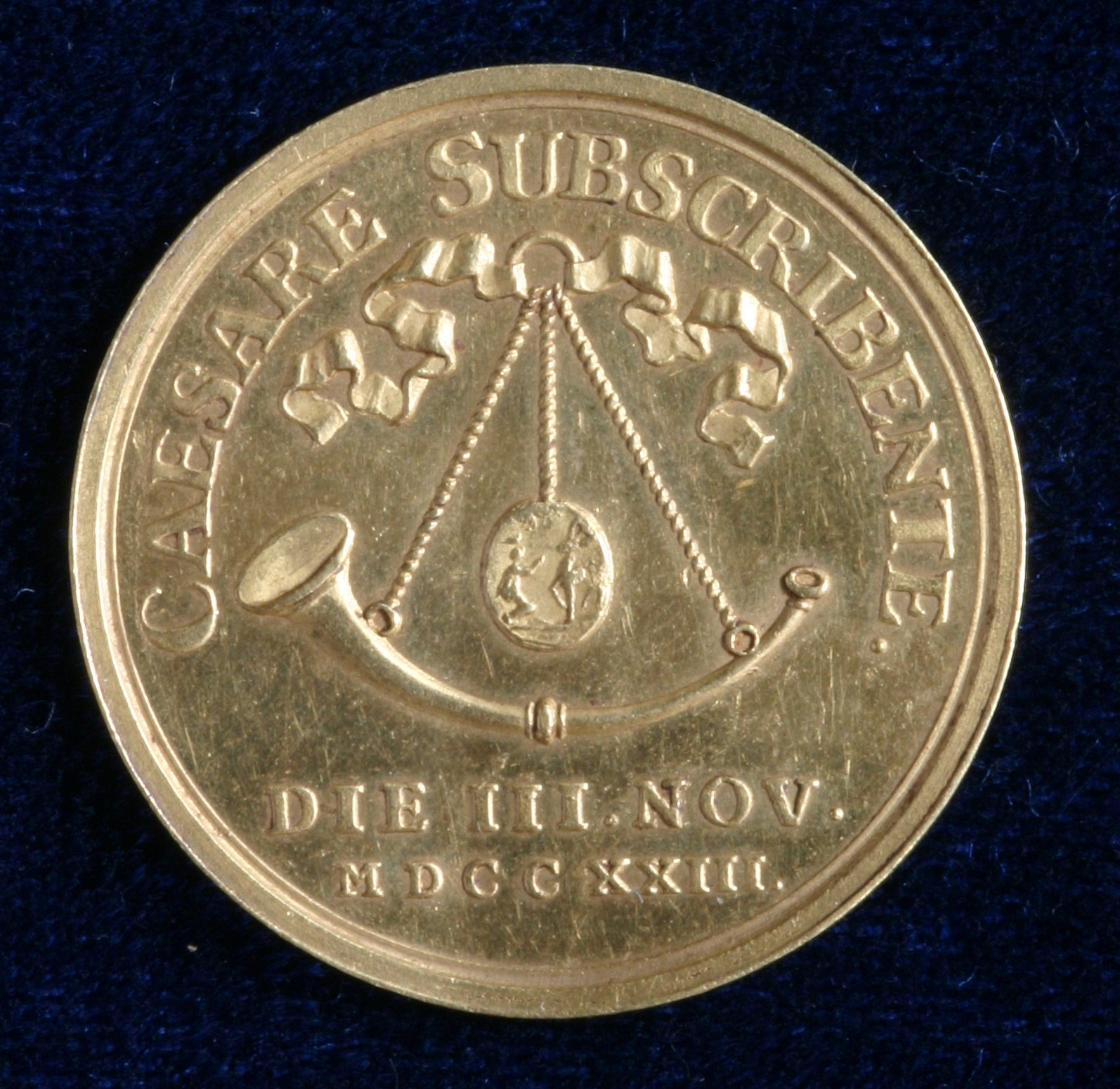
Medaile hraběte Šporka s řádem sv. Huberta
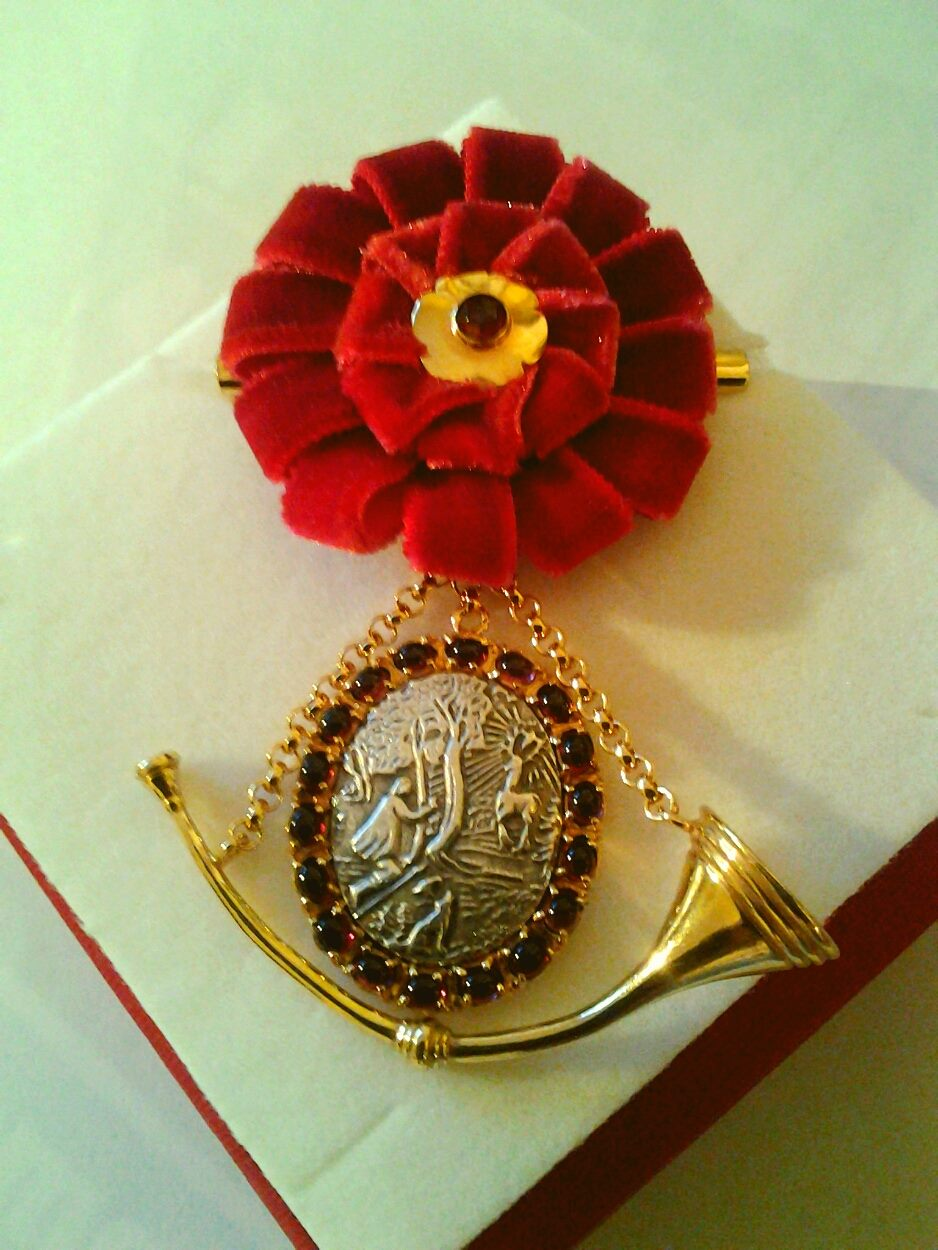
Insignie Řádu sv. Huberta